# Michaił Pomazniew
Michaił Trofimowicz Pomazniew (ros. Михаил Трофимович Помазнев, ur. 19 listopada 1911 we wsi Bołotowo w guberni orłowskiej, zm. 31 sierpnia 1987 w Moskwie) – radziecki polityk, zastępca członka KC KPZR (1952-1956).
Od 1931 członek WKP(b), 1934 ukończył Moskiewski Instytut Planowania i został starszym ekonomistą Państwowej Komisji Planowania ZSRR, 1935-1936 odbywał służbę w Armii Czerwonej. Od listopada 1936 kierownik grupy, kierownik sektora i p.o. szefa wydziału Państwowej Komisji Planowania ZSRR, od kwietnia 1938 starszy konsultant i szef wydziału Rady Ekonomicznej przy Radzie Komisarzy Ludowych ZSRR, od kwietnia 1939 sekretarz Rady Ekonomicznej. Od marca 1941 kierownik Sekretariatu Rady Komisarzy Ludowych ZSRR i zastępca zarządzającego sprawami Rady Komisarzy Ludowych ZSRR, od lutego 1942 sekretarz Komitetu Transportowego przy Państwowym Komitecie Obrony, od lutego 1943 I zastępca szefa, a od sierpnia 1945 szef "Gławsnabuglia" (Głównego Zarządu Zaopatrzenia Węglowego) przy Radzie Komisarzy Ludowych/Radzie Ministrów ZSRR. Od marca 1949 do sierpnia 1953 zarządzający sprawami Rady Ministrów ZSRR, od sierpnia 1953 przewodniczący Obwodowej Komisji Planowania w Riazaniu, od lutego 1965 zastępca szefa Zjednoczenia "Riazaństroj" Ministerstwa Budownictwa RFSRR, od lutego 1966 główny specjalista, szef wydziału i zastępca szefa wydziału Państwowego Komitetu Rady Ministrów ZSRR ds. Cen, od marca 1972 na emeryturze. Odznaczony Orderem Czerwonego Sztandaru Pracy i Orderem Wojny Ojczyźnianej I klasy. Pochowany na Cmentarzu Kuncewskim w Moskwie.